# Festival Internacional de Ópera de Miskolc

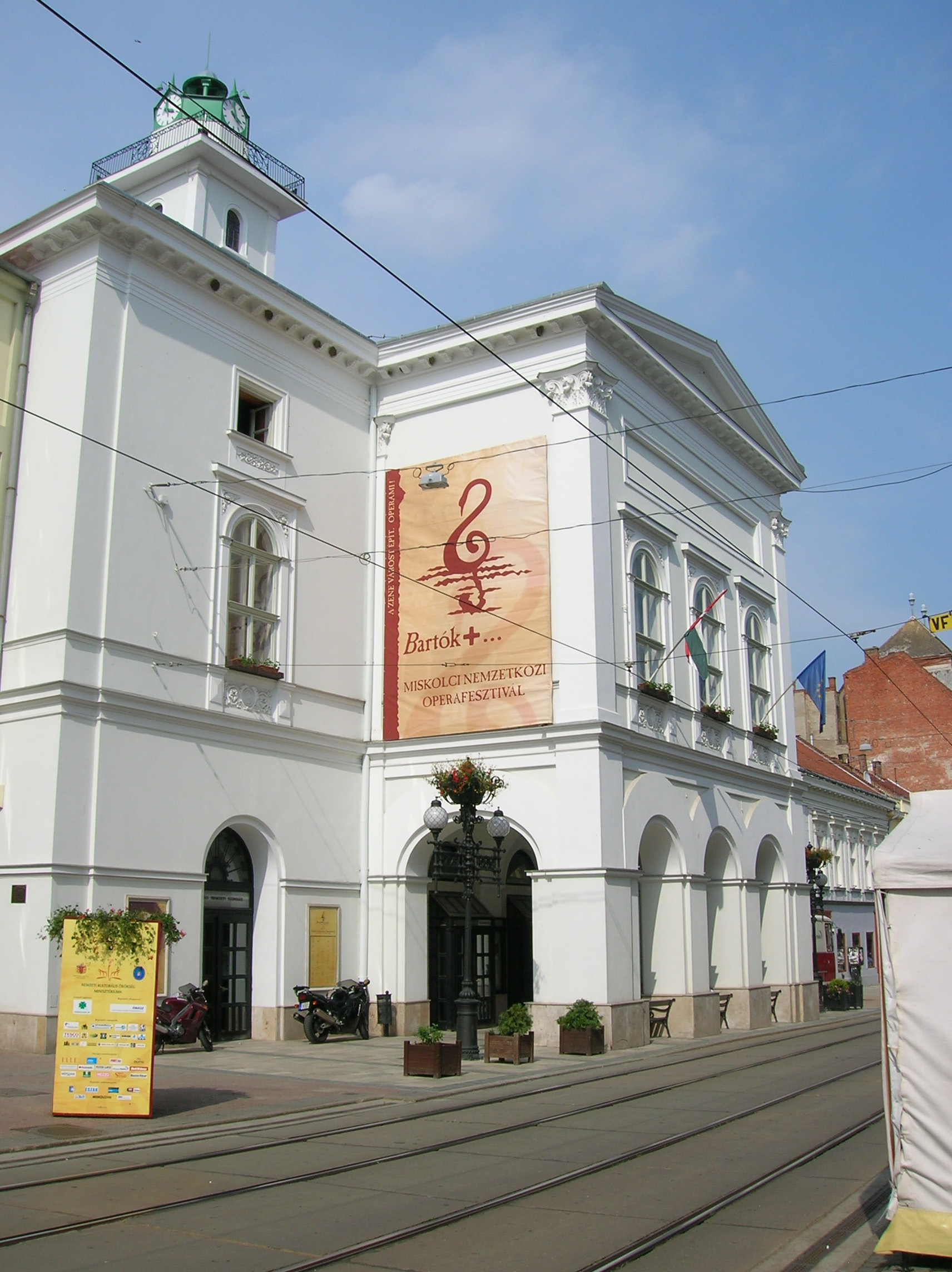
Fotografía del Teatro Nacional de Miskolc

El Festival de Ópera Internacional de Miskolc (Miskolci Nemzetközi Operafesztivál) es un acontecimiento cultural que tiene lugar todos los veranos en Miskolc, la capital del condado de Borsod-Abaúj-Zemplén, en Hungría. El acontecimiento ofrece una selección de representaciones de ópera con la participación de artistas procedentes de diversos países del mundo. El festival fue creado en 2001 por Péter Müller Sziámi, exdirector artístico del Teatro Nacional de Miskolc.
La sede principal es el edificio actual del Teatro Nacional de Miskolc, construido en 1847. El auditorio principal (con un aforo de 687 personas), el teatro de verano (500) y el teatro de cámara (270) se emplean para obras escénicas. También se celebran conciertos en la Sala de Hielo (sala de deportes del invierno), la Casa de las Artes, iglesias y plazas públicas.
También se conoce como el «Festival de Ópera Bartók + ...», ya que todos los años pone el foco en las obras de Bartók y de otro compositor o compositores. Además de interpretaciones operísticas, se realizan recitales de cámara, espectáculos infantiles y películas.
Desde el año 2001, los temas del festival han sido:
- 2001: Bartók + Verdi;
- 2002: Bartók + Puccini;
- 2003: Bartók + Mozart;
- 2004: Bartók + Chaikovski;
- 2005: Bartók + Bel canto (Rossini, Bellini y Donizetti);
- 2006: Bartók + Verismo;
- 2007: Bartók + París;
- 2008: Bartók + compositores eslavos;
- 2009: Bartók + Viena; con Gluck (Le cadi dupé), Haydn (La canterina, L'infedeltà delusa), Mozart (Apollo et Hyacinthus, La oca del Cairo, Las bodas de Figaro, La flauta mágica), Strauss (Ariadna en Naxos), Berg (Wozzeck, Lulu), Schoenberg (Moisés y Aarón);
- 2010: Bartók + Europa;
- 2011: Bartók + Verdi;
- 2012: Bartók + Puccini; desde entonces se rotan los temas.

## Espectáculos de metal sinfónico
En 2007 el festival albergó un concierto del grupo sueco de metal sinfónico Therion con una orquesta sinfónica completa y coro, el segundo concierto del grupo de estas características. El espectáculo incluyó una versión orquestal de su canción Clavicula Nox, y música de Antonín Dvořák, Giuseppe Verdi, Wolfgang Amadeus Mozart, Camille Santo-Saëns y Richard Wagner. La segunda parte del espectáculo mostró un surtido de canciones de la agrupación, en las que los instrumentos clásicos y el coro desempeñaron un papel significativo.
Después del gran éxito de este concierto, se estableció una tradición de eventos que fusionaran el rock con la música clásica bajo el nombre Opera-Rock-Show. Para el festival de 2008, fue invitado el grupo neerlandés Epica. Al igual que Therion un año antes, Epica interpretó su propio repertorio junto con piezas clásicas de compositores tales como Vivaldi, Dvořák, Verdi o Grieg, además de bandas sonoras de las películas Star Wars, Spider-Man y Piratas del Caribe.
En el festival de 2010, hubo dos conciertos: uno del grupo húngaro de rock Republic y otro de Tarja Turunen, que estaba originalmente previsto para 2009, pero tuvo que ser pospuesto debido a problemas organizativos. Sin embargo, en los años siguientes no se retomó la idea del festival ni hubo nuevos rumores al respecto.
Los conciertos de Therion y Epica se publicaron en forma de álbum en vivo en 2009 con la discográfica Nuclear Blast Records. Aunque Epica solo lanzó un CD doble con el título The Classical Conspiracy, Therion también lanzó un DVD titulado The Miskolc Experience.